# Mariano Moya
Mariano Moya San Martín (nacido el 10 de octubre de 1963 en  Madrid, Comunidad de Madrid) es un exjugador de waterpolo español. Disputó los Juegos Olímpicos de Los Ángeles 1984 y Seúl 1988 con España, obteniendo una cuarta, y sexta posición, respectivamente.

## Participaciones en Juegos Olímpicos
- Los Ángeles 1984, puesto 4.
- Seúl 1988, puesto 6.